# Hans Wallner (Schauspieler)
Hans Wallner  (* 14. Juni 1865 in Graz, Österreich; † 19. Jänner 1941 in München) war ein österreichischer Theaterregisseur, Sänger und Schauspieler, der in deutschen Stumm- und Tonfilmen mitwirkte.

## Leben
Der gebürtige Grazer begann seine künstlerische Tätigkeit in der k.u.k.-Provinz. Zu Beginn des 20. Jahrhunderts ist er als Schauspieler, Regisseur und Sänger an Bühnen in Aussig und Mährisch-Ostrau nachzuweisen, ehe er am Vorabend des Ersten Weltkriegs in Berlin eintraf.
Dort debütierte Wallner im Alter von fast 50 Jahren beim deutschen Stummfilm. Zu Beginn seiner Karriere hatte er im Jahr 1914 Auftritte in zwei stummen Kriminalfilmen als Komplize des Verbrecherkönigs Lepain. Nach 1919 stellte er dann meist gesetztere Herren wie Professoren und Bürgermeister dar, nahm jedoch 1920 in weiteren Lepain-Folgen auch die Komplizenrolle wieder auf. Kleinere Auftritte bekam er in den 1920er Jahren noch in weiteren stummen Detektiv- und Abenteuerfilmen.
Zu Beginn des Tonfilms spielte er von 1930 bis 1932 in den Harry-Piel-Filmen  Er oder ich,  Der Geheimagent und Jonny stiehlt Europa mit. In den späten 1930er und den 1940er Jahren verkörperte Wallner zumeist subalterne Figuren wie Diener oder Oberkellner, die durch eine gewisse altersmilde Weisheit Sympathie gewinnen.

## Filmografie

### Stummfilme
- 1914: Der König der Unschuldigen, auch: Lepain, der König der Unschuldigen (Serie: I)
- 1914: Lepain. Der Kampf mit dem Meisterdetektiv John Hawkes (Serie: II)
- 1919: Retter der Menschheit
- 1919: Das Schicksal der Maria Keith
- 1919: Vom Schicksal erdrosselt
- 1920: Durch Seligkeit und Sünden
- 1920: Die Hand des Würgers
- 1920: Lepain, mehrere Teile
- 1920: Pump und Langenbein oder Der lebendige Tote
- 1920: Der Schieberkönig
- 1920: Tom Black, der Verbrecherfürst, 1. Teil – Die Teufelsuhr
- 1920: Olly und derjenige, welcher
- 1920/21: Die Apotheke des Teufels
- 1921: Die Abenteuer eines Ermordeten, 1. Teil – Die Flucht aus dem Leben
- 1921: Die Abenteuer eines Ermordeten, 2. Teil – Der Smaragd des Radjah von Panlanzur
- 1921: Die goldene Pest
- 1922: Der Fall O’Neill
- 1926: Familie Schimek
- 1928: Der Unüberwindliche
- 1928: Der moderne Casanova
- 1929: Gefahren der Brautzeit
- 1930: O Mädchen, mein Mädchen, wie lieb’ ich Dich!

### Tonfilme
- 1930: Er oder ich (Harry Piel-Film)
- 1932: Der Geheimagent (Harry Piel-Film)
- 1932: Jonny stiehlt Europa (Harry Piel-Film)
- 1932: Theodor Körner
- 1938: Kleines Bezirksgericht
- 1938: Verliebtes Abenteuer
- 1939: Die goldene Maske
- 1940: Nanette
- 1940: Der Weg zu Isabel
- 1940: Liebesschule
- 1940: Bal paré
- 1940: Aus erster Ehe
- 1940: Das leichte Mädchen
- 1940: Meine Tochter tut das nicht
- 1940/41: Stukas
- 1941: Auf Wiedersehn, Franziska